# Дилдо
Дилдо (енгл. dildo) је сексуална „играчка“, најчешће фалусоидног облика, намењено за појачање сексуалног ужитка током мастурбације или сексуалног односа.

## Опис
Дилдои се производе у различитим величинама и могу се поделити на аналне и вагиналне, али постоје одређене несугласице око тога шта разликује дилдо од сличних сексуалних помагала. У општој употреби је дефиниција по којој је дилдо невибрирајући уређај, који обликом и величином подсећа на пенис. Према неким становиштима, овом дефиницијом могуће је обухватити и вибраторе, док је по другим становиштима из ње потребно изузети разна ортопедска помагала која се често називају и „продужецима“. Поједине дефиниције дилда обухватају и различита помагала налик на пенис, која су очигледно намењена вагиналној пенетрацији али по својим димензијама одступају од стандардне величине пениса, а понекад се у дефиницију убрајају анални чепови који су намењени искључиво аналној пенетрацији. Може се речи да је накитњак посебна врста дилда.

## Етимологија
Реч дилдо је назив за фалусоидни дрвени клин који се користио за причвршћивање весла на малим чамцима. Клин, који се убацује у рупе на оба бока чамца је обликом веома сличан савременим сексуалним помагалима. Највероватније је дилдо добио име управо по овом објекту по којем је име добио и градић Дилдо као и оближње острво Дилдо близу Њуфаундленда у Канади. Други извори тврде да је назив дилдо настао као искварен изговор италијанске речи diletto (тј. за задовољавање). Израз се први пут појавио у писаном енглеском језику 1616. када је штампана драма Бена Џонсона под називом „Алхемичар“ написана 1610. Вилијем Шекспир је овај израз употребио у свом комаду „Зимска прича“ из 1610. али штампаном тек 1623. Фраза „Дил Доул“, која се односила на мушки полни орган први пут је употребљена у народној балади из 17. века, под називом „Слушкиња кука за Дил Доулом“. Ова песма је једна од многих које су се нашле у библиотеци Семјуела Пеписа, а израз „доул“, који се задржао до данас у употреби, на модерном Фарсију значи „дечачки пенис“. „Сењор Дилдо“ је чувена поема из 17. века чији је аутор озлоглашени либертини Џон Вилимот, други Ерл од Рочестера.
Олисбос је класични израз за дилдо, настао од грчке речи ολισβος; годемиш је дилдо у облику пениса са скротумом. У неким модерним језицима изрази који се користе за именовање дилда могу бити веома маштовити, креативни или дискретни, као што је руски израз (Фаллоимитатор, у буквалном преводу „фалусни имитатор“), на шпанском језику (Consolador, у преводу „утешитељ“) или на велшком (cala goeg, у преводу „лажни пенис“).

## Историја
Дилдои су у различитим облицима били присутни у друштву кроз историју. Артефакти из млађег палеолита, који су претходно били описивани као палице, највероватније су коришћени као сексуална помагала. Ипак, изгледа да постоји оклевање међу археолозима да ове артефакте окарактеришу као сексуална помагала, као што је то један археолог и изрекао: „Ако имамо у виду величину, облик и у појединим случајевима експлицитни симболизам палица из леденог доба, било би неискрено избећи најочигледнију и најтачнију интерпретацију. Међутим, она је избегнута.“ У историјској и етнографској литератури постоје многе референце које се односе на дилдое. Хаберланд, нпр. у свом делу илуструје једноглаве и двоглаве дрвене дилдое, с краја 19. века пореклом са Занзибара.
Најстарији познати дилдо у свету је глинени фалус, дугачак 20 cm из млађег палеолита, стар преко 30.000 година, откривен у Хол Фелс пећини близу Улма у Немачкој. Налази археолога такође су потврдили да су и древни Египћани користили дилдое још пре 2.500 година. Ова сексуална помагала користили су и стари Грци. Археолози су пронашли вазу из 5. века п. н. е. на којој је насликана жена која користи дилдо. 
Први дилдои су били направљени од камена, катрана, дрвета и других материјала који су се могли обликовати у пенис и који су били довољно чврсти да би се од њих могла направити пенетративна сексуална помагала. Кинеске жене су у 15. веку користиле дилдое направљене од лакираног дрвета са неравном површином. Са открићем нових материјала постало је могуће производити дилдое свих облика, величина, боје и текстура.

## Материјали
Гумени дилдои који су обично у себи имали челичну опругу која их је чинила чвршћим, појавили су се на тржишту током четрдесетих година 20. века. Овакви дилдои су били релативно опасни јер би особу која их користи, у случају пуцања гуме могла озбиљно да повреди челична опруга. 
Гумене дилдое убрзо су заменили силиконски и ПВЦ дилдои са меканим ПВЦ пуњењем. Ови модели су, због своје приступачне цене, најпопуларнији на тржишту.
ПВЦ и дилдои од желе гуме представљају потенцијалну опасност за корисника због супстанце „Фталатес“ која се додаје пластици како би је омекшала, а која се користи и у производњи накита, пластичних паковања за прехрамбене производе и играчака од меке гуме. Ова супстанца је доведена у везу са здравственим проблемима који са последицу имају појаву рака и неправилан развој фетуса. Производи направљени од ПВЦ-а и желе гуме не могу се стерилизовати. Због тога произвођачи препоручују коришћење кондома приликом њихове употребе уколико их корисник дели са другом особом.
Током деведесетих година 20. века постали су популарни дилдои од силиконске гуме, који су, због своје приступачне цене и даље најзаступљенији на тржишту. Они се лако чисте и немају пластичну арому као ПВЦ дилдои. Када су се појавили на тржишту били су скупи, али је њихова цена временом постала приступачна. Силикон добро прихвата телесну топлоту и одлично преноси вибрације. Силикон је такође веома отпоран материјал (за разлику од јефтине желе гуме која је најзаступљенија у производњи дилдоа) и може се лако стерилизовати прокувавањем или избељивачем.
Висококвалитетни челични дилдои су веома популарни на БДСМ сцени. Неки корисници их воле због њихове тврдоће, крутости, дуготрајности, електричног стимуланса и малог отпора, нарочито када се користи у комбинацији са неким од лубриканата. Њихова тежина чини их идеалним за извођење вежби којима се јачају вагинални мишићи. Челични дилдо се може хладити или загревати у воду, а овако постигнута температурна разлика у односу на температуру тела изазива додатне надражаје. Овакви дилдои такође добро примају телесну температуру, а с обзиром на њихову глатку непорозну површину, могу се без проблема стерилизовати прокувавањем или у аутоклаву.
Стаклени дилдои имају сличне карактеристике као челични. Праве се од пуног стакла и то најчешће од Пирекса или боросиликатног стакла, што углавном зависи од произвођача. Као и челични, стаклени дилдои могу се због своје чврстоће могу користити за бољу стимулацију Г-тачке код жена или простате код мушкараца.
Сајбер-кожа је синтетички материјал који на поглед и на додир изгледа као права људска кожа. Широко је распрострањено мишљење да је од вештачких материјала који се користе у изради сексуалних помагала, сајбер-кожа најприближнија правој људској кожи. Ради се о порозном материјалу који се не може стерилизовати. Често постаје лепљива након прања и много је осетљивија и подложна цепању од силикона. Од овог материјала се најчешће праве дилдои који нису намењени за пенетрацију.

## Облик
Дилдои се најчешће праве у облику људског пениса, са различитим нивоима детаља. Међутим, не имитирају сви људску анатомију због чега их има у разним облицима. Они могу наличити скулптурама, а могу бити и једноставне практичне творевине које задовољавају на много лакши начин него што то чини конвенционални облик. У Јапану се дилдои често праве у облику животиња или ликова из цртаних филмова као што је Хело Кити, па се могу продавати као играчке чиме се заобилазе одређене законске норме које ограничавају њихову продају.
Неки дилдои имају рељефну површину која додатно појачава задовољство. Висококвалитетни дилдои све мање личе на људски пенис јер се предност даје ергономском дизајну. Нови облици дилдоа све ређе имају јасно изражен гланс, као код људског пениса, јер се предност даје уједначеном облику који више подсећа на обрезани пенис.

## Намена
Дилдои углавном служе за вагиналну и аналну пенетрацију. Међутим, они имају и фетишистички значај јер се често употребљавају не само за пенетрацију већ и за друге облике сексуалног задовољавања нпр. током предигре. Уколико су одговарајуће величине могу се користити за оралну пенетрацију која симулира фелацио. Неки дилдои су посебно прилагођени за стимулацију Г-тачке.

## Здравље и сигурност
Поједини изузетно велики модели дилдоа најчешће се користе да би изазвали визуелни ефекат код посматрача и не би требало да се користе за пенетрацију.
Дилдои могу преносити заразне болести међу корисницима на исти начин на који то чини сексуални однос због чега се, у случају ризика, не препоручује дељење дилдоа са другим корисницима. Ово се нарочито односи на дилдое направљене од порозних или микро-порозних материјала, као што је то већина меких синтетичких материјала. Глатки дилдои од челика и пирекса нису порозни и једноставно се чисте и стерилишу, било прокувавањем било употребом хемијских средстава. Силиконски дилдои такође могу бити стерилисани прокувавањем или испирањем раствором избељивача (10 делова воде: 1 део избељивача) након чега се морају добро испрати водом. Приликом употребе једног дилдоа од стране више кориснике, а у случају када није могуће извршити његову стерилизацију, препоручује се употреба кондома. 
Неки силиконски дилдои су инкомпатибилни са појединим лубрикантима на бази силикона због чега корисници треба да избегавају њихову заједничку употребу. 
Дилдои без пљоснате основе или другог механизма за контролу дубине пенетрације не би требало да се користе анално, јер их је, у случају када у целости продру у ректум најчешће немогуће уклонити без хируршке интервенције.